# Reilly Opelka
Reilly Opelka (St. Joseph, Míchigan; 28 de agosto de 1997) es un tenista profesional estadounidense, es el jugador más alto del circuito ATP con una estatura de 2,11, ganador del Campeonato de Wimbledon 2015 en categoría Júnior.

## Carrera
Su mejor ranking individual es el N.º 56 alcanzado el 18 de febrero de 2019 tras haberse coronado campeón del ATP 250 de Nueva York; mientras que en dobles logró la posición 350 el 18 de marzo de 2019.
Opelka recibió una invitación para el Torneo de Atlanta 2016, en 1.ª ronda derrotó a Christopher Eubanks con un doble 7-6. En la 2.º sorprendió al derrotar al ex-top 10 Kevin Anderson por 6-7, 6-3, 7-5. En Cuartos de final derrotaría a Donald Young por un doble 6-4. En semifinales caería ante el campeón defensor John Isner por 7-6, 4-6, 2-6. Los 90 puntos obtenidos hicieron saltar a Opelka 442 puestos (del 837.º al 395.º).
Continuó su impulso con victorias de primera ronda en el Torneo de Los Cabos y el Masters de Cincinnati donde derrotó a Sergiy Stakhovsky y Jérémy Chardy, respectivamente, para avanzar al Top 300 del ranking ATP. Después de sufrir una lesión en el pie hacia el final del verano, Opelka regresó al USTA Pro Circuit para la temporada en pista cubierta y ganó su primer título ATP Challenger en Charlottesville para terminar el año justo fuera del Top 200.
En 2017, Opelka tuvo un buen comienzo de temporada al clasificarse para el Abierto de Australia. Jugó con el cabeza de serie n.º 11 David Goffin en la primera ronda y lo empujó a cinco sets antes de tomar la derrota. En el Torneo de Memphis 2017, registró su única victoria del año en el nivel ATP Tour sobre el también estadounidense de la próxima generación, Jared Donaldson.

## 2018
En el Torneo de Delray Beach, Opelka obtuvo su primera victoria derrotando al n.º 8 del mundo Jack Sock en la segunda ronda.

## ATP World Tour Masters 1000

### Individual

#### Finalista (1)
| Año  | Torneo  | Superficie | Ind/Outdoor | Oponente en la final | Resultado |
| 2021 | Toronto | Dura       | Outdoor     | Daniil Medvédev      | 4-6, 3-6  |

## Títulos ATP (5; 4+1)

### Individual (4)
| Leyenda                         |
| Grand Slam (0)                  |
| ATP World Tour Finals (0)       |
| Juegos Olímpicos (0)            |
| ATP World Tour Masters 1000 (0) |
| ATP World Tour 500 (0)          |
| ATP World Tour 250 (4)          |

| N.º | Fecha                 | Torneo       | Superficie    | Oponente en la final | Resultado           |
| --- | --------------------- | ------------ | ------------- | -------------------- | ------------------- |
| 1.  | 17 de febrero de 2019 | Nueva York   | Dura (i)      | Brayden Schnur       | 6-1, 6-7(7), 7-6(7) |
| 2.  | 23 de febrero de 2020 | Delray Beach | Dura          | Yoshihito Nishioka   | 7-5, 6-7(4), 6-2    |
| 3.  | 13 de febrero de 2022 | Dallas       | Dura (i)      | Jenson Brooksby      | 7-6(5), 7-6(3)      |
| 4.  | 10 de abril de 2022   | Houston      | Tierra batida | John Isner           | 6-3, 7-6(7)         |

#### Finalista (3)
| N.º | Fecha                 | Torneo       | Superficie | Oponente en la final | Resultado      |
| --- | --------------------- | ------------ | ---------- | -------------------- | -------------- |
| 1.  | 15 de agosto de 2021  | Toronto      | Dura       | Daniil Medvédev      | 4-6, 3-6       |
| 2.  | 20 de febrero de 2022 | Delray Beach | Dura       | Cameron Norrie       | 6-7(1), 6-7(4) |
| 3.  | 5 de enero de 2025    | Brisbane     | Dura       | Jiří Lehečka         | 1-4, ret.      |

### Dobles (1)
| Leyenda                         |
| Grand Slam (0)                  |
| ATP World Tour Finals (0)       |
| ATP World Tour Masters 1000 (0) |
| ATP World Tour 500 (0)          |
| ATP World Tour 250 (1)          |

| N.º | Fecha               | Torneo  | Superficie | Pareja        | Oponente en la final          | Resultado           |
| --- | ------------------- | ------- | ---------- | ------------- | ----------------------------- | ------------------- |
| 1.  | 1 de agosto de 2021 | Atlanta | Dura       | Jannik Sinner | Steve Johnson Jordan Thompson | 6-4, 6-7(6), [10-3] |

#### Finalista (3)
| N.º | Fecha                 | Torneo       | Superficie | Pareja        | Oponente en la final                | Resultado      |
| --- | --------------------- | ------------ | ---------- | ------------- | ----------------------------------- | -------------- |
| 1.  | 27 de octubre de 2019 | Basilea      | Dura (i)   | Taylor Fritz  | Jean-Julien Rojer Horia Tecău       | 5-7, 3-6       |
| 2.  | 16 de febrero de 2020 | Nueva York   | Dura (i)   | Steve Johnson | Dominic Inglot Aisam-ul-Haq Qureshi | 6-7(5), 6-7(6) |
| 3.  | 20 de junio de 2021   | Queen's Club | Hierba     | John Peers    | Pierre-Hugues Herbert Nicolas Mahut | 4-6, 5-7       |

## Ranking ATP al final de la temporada
| Año                      | 2013 | 2014 | 2015 | 2016 | 2017 | 2018 | 2019 | 2020 | 2021 |
| Ranking ATP Individuales | 1790 | 1199 | 981  | 204  | 229  | 99   | 36   | 39   | 26   |

## Títulos ATP Challenger (4; 4+0)

### Individual (4)
| N.° | Fecha      | Torneo                        | Superficie    | Oponente en la final | Resultado        |
| --- | ---------- | ----------------------------- | ------------- | -------------------- | ---------------- |
| 1.  | 06.11.2016 | Challenger de Charlottesville | Dura (i)      | Ruben Bemelmans      | 6-4, 2-6, 7-6(5) |
| 2.  | 20.05.2018 | Challenger de Burdeos         | Tierra batida | Gregoire Barrere     | 6-7(5), 6-4, 7-5 |
| 3.  | 11.11.2018 | Challenger de Knoxville       | Dura (i)      | Bjorn Fratangelo     | 7-5, 4-6, 7-6(2) |
| 4.  | 17.11.2018 | Challenger de Champaign       | Dura (i)      | Ryan Shane           | 7-6(6), 6-3      |

## Vida personal
Opelka se mudó de Míchigan a Palm Coast, Florida a los 4 años. No comenzó a jugar tenis regularmente hasta que comenzó a entrenar a través de la USTA en Boca Ratón a los 13 años. Él le da crédito a Tom Gullikson, a quien su padre conocía por jugar al golf, durante gran parte de su desarrollo inicial como tenista. Opelka es amigo cercano de Taylor Fritz, y fue el padrino de su boda. Su tío es la personalidad conservadora de radio Mike "Stunt Brain" Opelka.